# NGC 1079
NGC 1079 ist eine Balken-Spiralgalaxie vom Hubble-Typ SABa/P im Sternbild Fornax am Südsternhimmel. Sie ist schätzungsweise 61 Millionen Lichtjahre von der Milchstraße entfernt und hat einen Durchmesser von etwa 100.000 Lichtjahren.

Gemeinsam mit NGC 1097, IC 1830, PGC 10479 und PGC 10709 bildet sie die NGC 1097-Gruppe.
Das Objekt wurde am 14. November 1835 von John Herschel entdeckt.